# J23
A J23 a  dél-afrikai énekes és színész, Danny K második stúdióalbuma. Első albumából Dél-Afrikában több mint 40.000 darab talált gazdára. Az albumot az Egyesült Királyság szívében, Londonban rögzítették. Az első példányok 2003. szeptember 15-én jelentek meg, és a kiadást a Gallo Record Company jegyzi.

## Dallista
1. I Could Love You
2. One of a Kind
3. Beautiful
4. Who's that Girl  feat. Johnny Clegg
5. Unstoppable
6. I just don't Wanna
7. Boogie all Night Long  feat. Johnny Clegg
8. Love in The Club
9. Soopadoopa
10. How can I Be
11. J23Interlude
12. I can't Imagine
13. Strength of a Woman
14. Serendipity
15. Sunshine
16. Back in Your Life
17. Stay With Me (élő változat)

## Kislemezek
- I can't Imagine (2003. szeptember)